# Wirtschaftsministerium
Als Wirtschaftsministerium oder Handelsministerium wird in der Alltagssprache jenes Ministerium einer Regierung bezeichnet, das die Agenden der Wirtschaftspolitik wahrnimmt. Wegen der Vielfalt der Kompetenzen, zu denen je nach Regierungsvereinbarung auch Agenden für Arbeit, Verkehr, Technik oder für Angewandte Forschung kommen können, hat das Ressort oft den Ruf und das Gewicht eines „Superministeriums“.

## Wichtigste Agenden
Zur Wirtschaftspolitik im eigentlichen Sinne zählen vor allem die Bereiche von Industrie (Industrieministerium), Gewerbe und Handel (Handelsministerium), ferner der Bergbau, die Strukturpolitik, Ordnungspolitik und die Marktordnung, meist auch das Energiewesen, wenn es nicht ein eigenes Energieministerium gibt.
- Die Agenden der Technik (Technikministerium) umfassen u. a. Bauwesen (mit Wohnungs- und Siedlungswesen), Technisches Versuchswesen, die Ziviltechniker, die Landesvermessung, das Eich- und das Normenwesen, während die technischen Schulen und Hochschulen meist zum Bildungsministerium ressortieren und das Verkehrswesen zum Infrastruktur- oder Verkehrsministerium. Auch findet sich die Verwaltung der öffentlichen Gebäude insgesamt (Bautenministerium) meist in diesem Ressort angesiedelt.
- Ist auch das Arbeitsressort (Arbeitsministerium) integriert, kommt u. a. hinzu: das Arbeitsrecht (soweit nicht im Justizressort), der Arbeitnehmerschutz, die Betriebsverfassung und allenfalls die Verstaatlichte Industrie, wie auch Angelegenheiten von Arbeitsmarkt und Arbeitslosen (sofern nicht im Sozialministerium).

## Offizielle Bezeichnungen im deutschen Sprachraum
Der offiziell gültige Name des für Wirtschaft und Handel verantwortlichen Ressorts in der Regierung eines betreffenden Staates oder Landes ist im Regelfall länger und hängt wesentlich von der Aufgaben- und Kompetenzenverteilung ab. 
Daher ändert er sich oft im Zuge von Regierungsverhandlungen, wenn Kompetenzen zwischen Ministerien verschoben werden oder bestimmte Aspekte der fachlichen Zuständigkeit auch in der Benennung des Ministeriums besonders hervorgehoben werden sollen. Dazu kommt es vor allem bei geänderter Regierungsform oder einem umfassenden Wechsel der Regierungsparteien. Der offizielle Name des „Wirtschaftsministeriums“ hat sich aus diesem Grund in Deutschland und in Österreich schon sehr häufig geändert, in der Schweiz hingegen seltener.

### Deutschland
In Deutschland hieß das für Wirtschaft und Handel verantwortliche Ressort mit offiziellem Namen
- 1917–1918: Reichswirtschaftsamt
- 1919–1945: Reichswirtschaftsministerium
- 1949–1971: Bundesministerium für Wirtschaft
- 1971–1973: Bundesministerium für Wirtschaft und Finanzen
- 1973–1998: Bundesministerium für Wirtschaft
- 1998–2002: Bundesministerium für Wirtschaft und Technologie
- 2002–2005: Bundesministerium für Wirtschaft und Arbeit
- 2005–2013: Bundesministerium für Wirtschaft und Technologie
- 2013–2021: Bundesministerium für Wirtschaft und Energie
- 2021–2025: Bundesministerium für Wirtschaft und Klimaschutz
- seit 2025: Bundesministerium für Wirtschaft und Energie

Zur Bezeichnung in den einzelnen Landesregierungen siehe auch das jeweilige Bundesland sowie die Liste der deutschen Wirtschaftsminister und die Liste der amtierenden deutschen Landeswirtschaftsminister.

### Österreich
In Österreich hieß das für Wirtschaft und Handel verantwortliche Ressort mit offiziellem Namen
- 1848–1861: Ministerium für Handel und öffentliche Arbeiten
- 1861–1918: Ministerium für Handel und Volkswirtschaft
- 1918/1919: Staatsamt für Handel und Gewerbe, Industrie und Bauten
- 1920–1923: Bundesministerium für Handel und Gewerbe, Industrie und Bauten
- 1923–1938: Bundesministerium für Handel und Verkehr
- 1945–1966: Bundesministerium für Handel und Wiederaufbau
- 1966–1987: Bundesministerium für Handel, Gewerbe und Industrie; zudem existierte ein Bundesministerium für Bauten und Technik
- 1987–1997: Bundesministerium für wirtschaftliche Angelegenheiten; zudem existierte ein Bundesministerium für Arbeit und Soziales
- 1997–2000: Bundesministerium für Arbeit, Gesundheit und Soziales
- 2000–2009: Bundesministerium für Wirtschaft und Arbeit
- 2009–2014: Bundesministerium für Wirtschaft, Familie und Jugend; zudem existiert ein Bundesministerium für Arbeit, Soziales und Konsumentenschutz
- 2014–2018: Bundesministerium für Wissenschaft, Forschung und Wirtschaft
- 2018–2022: Bundesministerium für Digitalisierung und Wirtschaftsstandort
- 2022–2025: Bundesministerium für Arbeit und Wirtschaft
- Seit 2025: Bundesministerium für Wirtschaft, Energie und Tourismus

Zur Bezeichnung in den einzelnen Landesregierungen siehe das jeweilige Bundesland.

### Schweiz
In der Schweiz hieß bzw. heißt das für Wirtschaft und Handel verantwortliche Departement (Ministerium) mit offiziellem Namen
- 1848–1872: Handels- und Zolldepartement
- 1878–1887: Handels- und Landwirtschaftsdepartement
- 1888–1895: Industrie- und Landwirtschaftsdepartement
- 1896–1914: Handels-, Industrie- und Landwirtschaftsdepartement
- 1915–1978: Volkswirtschaftsdepartement
- 1979–2012: Eidgenössisches Volkswirtschaftsdepartement
- seit 2013: Eidgenössisches Departement für Wirtschaft, Bildung und Forschung

### Liechtenstein
In Liechtenstein heißt das für Wirtschaft und Handel verantwortliche Ressort mit offiziellem Namen Ministerium für Inneres, Wirtschaft und Umwelt.

## Vergleichbare Ministerien in anderen Staaten
- Handelsministerium (Vereinigte Staaten)
- Secretaría de Economía, Mexiko
- Ministerie van Economische Zaken, Niederlande
- Nærings- og fiskeridepartementet, Norwegen
- Wirtschaftsministerium Osttimors